# Haïti aux Jeux olympiques d'été de 1924
Représenté par une modeste délégation de 9 athlètes, Haïti  participe aux Jeux olympiques d'été pour la première fois, à Paris, en 1924. Ses représentants concourent dans 2 disciplines, en athlétisme et en tir . Le tir qui leur permet de conquérir une médaille de bronze dans l’épreuve de carabine par équipes. Ce succès vaut à Haïti d’entrer dans le tableau des médailles, en 23ème position.

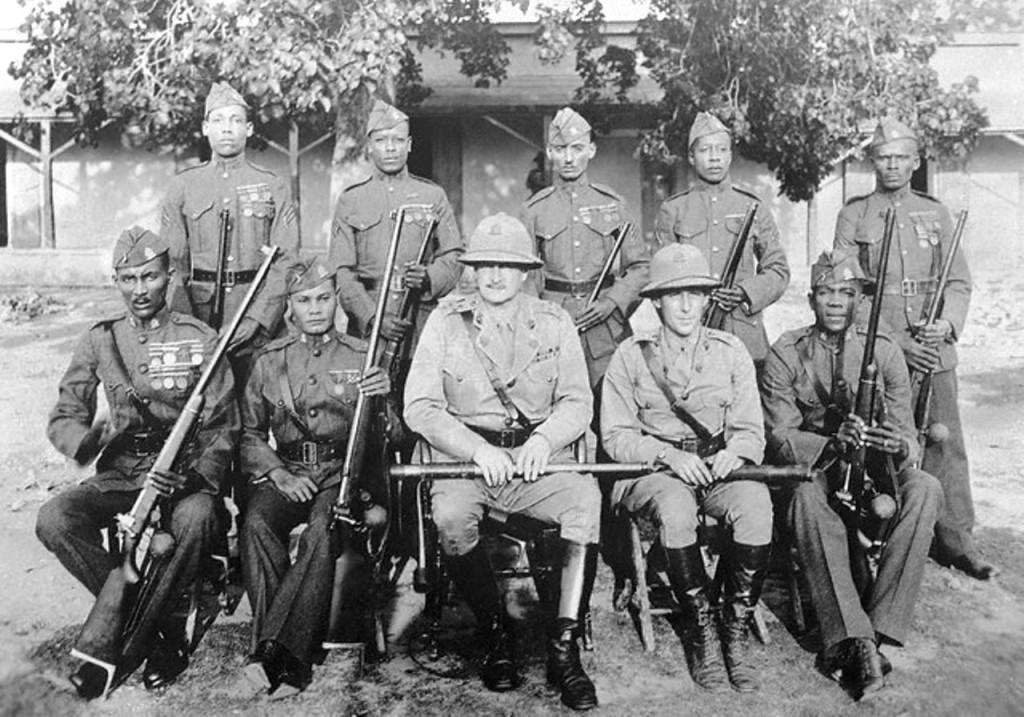
L'équipe de tir d’Haïti aux Jeux olympiques de 1924.

## Liste des médaillés haïtiens
| Médaille | Nom                                                                               | Sport | Compétition          |
| -------- | --------------------------------------------------------------------------------- | ----- | -------------------- |
| Bronze   | Ludovic Augustin, Destin Destine, Eloi Metullus, Astrel Rolland, Ludovic Valborge | Tir   | Carabine par équipes |

## Sources
- (fr) Haïti sur le site du Comité international olympique
- (en) Haïti aux Jeux olympiques d'été de 1924 sur Olympedia.org